# Ahmed Hajji
Pour les articles homonymes, voir Hajji.
 (février 2013).
Sidi (en) Ahmed Hajji (mort en 1691) est un marabout marocain et un chef militaire de Salé. Il est notamment connu comme un moudjahid (saint guerrier en arabe) pour avoir expulsé les Espagnols des plages de la Mehdia. Il est le dernier grand saint de Salé.
Une zaouïa a été créée en son honneur à Salé où sont inhumés plusieurs de ses descendants comme le riche marchand qui porte le même nom Ahmed Hajji, ses fils Saïd Hajji et Mohamed Hajji. Une vieille mosquée au cœur des souks de la médina porte son nom aussi.

## Biographie

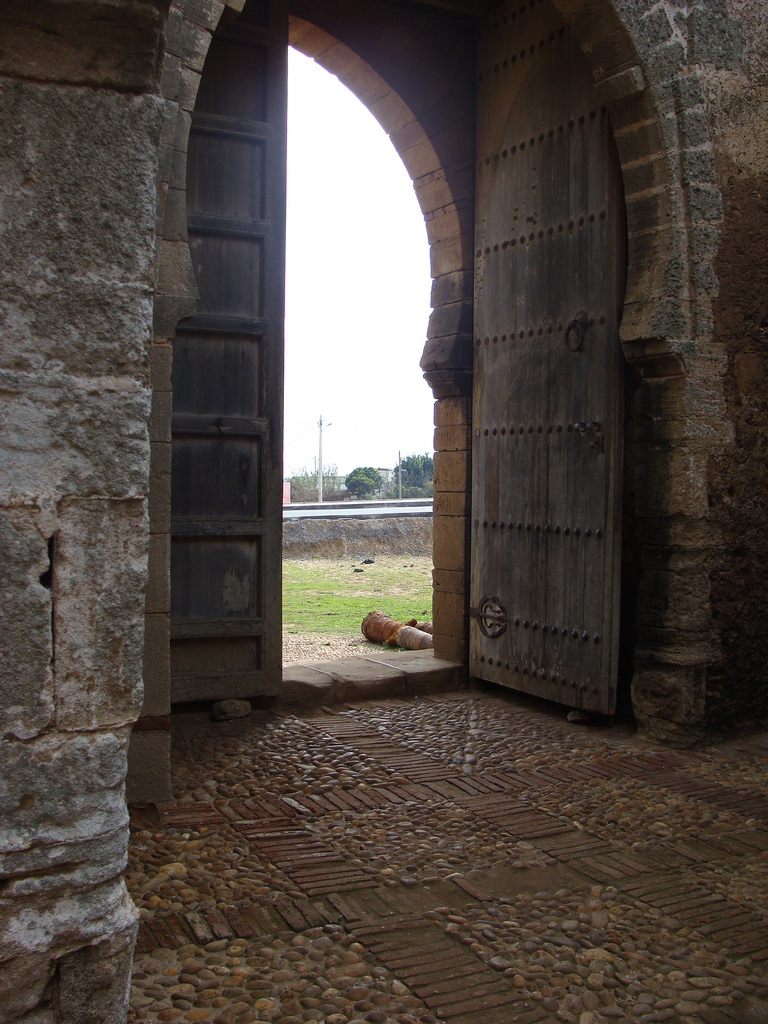
Kasbah de Mehdia

Sidi Ahmed Hajji est le plus célèbre des saints de Salé. Au XVIIe siècle, les États européens s'étaient lancé dans la course contre les barbaresques, Salé-le-Vieux était alors une constituante de la République de Salé, c'est sous cette période que débute la carrière de Ahmed Hajji. Selon les recherches menées par Kenneth Brown, sur une lettre adressée aux États de Hollande datée de 1640 figurait le nom de Ahmed Hajji qui avait ses marchandises sur l'un des bateaux capturés.
En 1681, Ahmed Hajji avec ses 300 hommes de Salé lance une attaque contre les espagnols et les force à évacuer Mehdia. Cet acte courageux lui vaut le titre posthume de Saint (Sidi en arabe). Selon l'historien Ibn Ali Doukkali, le marabout poursuit ses relations avec l'Espagne et est remarqué par le Sultan Moulay Ismail qui lui accorde des marques d'honneur et de respect tandis que les espagnols lui offrirent une épée avec cérémonial.
Ahmed Hajji étudie le mysticisme auprès de grands alems comme al-Yabouri. Les légendes rapportent qu'il fut un homme sobre et tisserand. Ses funérailles furent mémorables et fut enterré dans la zaouia qu'il a créée, de plus dit-on, son fils Abdellah Al Jazzar (mort en 1710) hérita de sa baraka (sa bénédiction). Son petit fils Al Faqih Faris Abou Madyane (mort en 1756), construit vers la fin du règne de Moulay Ismail, une mosquée du vendredi au cœur de Souk Lakbir. Ensuite le Sultan le grand fils Abou Madyane comme imam et khatib de la mosquée et fit de la zone une horma, place inviolable où tout persécuté trouvait refuge.
Selon Ibn Ali, Ahmed Ben Achir el-Hafi, un érudit de Salé écrit une biographie du saint qu'il a côtoyé. Parmi les étudiants d'El Hafi, il y avait le Cadi Mohamed Ben Hajji Zniber (mort en 1780) et son fils Hajj Mohamed (Cadi de Salé et Khatib de la Grande Mosquée). Ainsi, selon l'historiographe, les qualités du Saint se sont perpétuées chez ses descendants qui fait de la famille Hajji l'une des grandes et anciennes familles de Salé.